# Hipótesis nebular
La hipótesis nebular' es el modelo más ampliamente aceptado en el campo de cosmología para explicar la formación y evolución del sistema solar. Se sugiere que el sistema solar se formó a partir de material nebuloso en el espacio. Hay pruebas de que se propuso por primera vez en 1734 por Emanuel Swedenborg. Originalmente aplicado a nuestro propio sistema solar, este proceso de formación de sistemas planetarios ahora se cree que está en todo el universo. La variante moderna ampliamente aceptada de la hipótesis nebular es el modelo de disco nebular solar (SNDM por sus siglas en inglés) o, simplemente, modelo nebular solar. Esta hipótesis nebular ofreció explicaciones para una variedad de propiedades del sistema solar, incluyendo las órbitas casi circulares y coplanares de los planetas, y su movimiento en la misma dirección que la rotación del Sol. Algunos elementos de la hipótesis nebular se repiten en las modernas teorías de formación planetaria, pero la mayoría de los elementos han sido remplazados.
De acuerdo con la hipótesis nebular, las estrellas se forman de nubes masivas y densas de hidrógeno molecular - nube molecular gigante (NMG por sus siglas en inglés). Son gravitacionalmente inestables, y la materia se funde dentro de ellos para hacer cúmulos más pequeños y densos, que luego giran, colapsan, y forman estrellas. La formación estelar es un proceso complejo, que siempre produce un disco protoplanetario gaseoso alrededor de la joven estrella. Esto puede dar a luz a planetas en ciertas circunstancias, las cuales no son muy conocidas. Así, la formación de sistemas planetarios se cree que es un resultado natural de la formación de estrellas. Una estrella como el Sol suele tardar aproximadamente 1 millardo de años en formarse, con el disco protoplanetario evolucionando hacia un sistema planetario en los próximos 10-100 millones años.
El disco protoplanetario es un disco de acreción que se alimenta de la estrella central. Inicialmente es muy caliente, más tarde el disco se enfría en lo que se conoce como la etapa de estrellas T Tauri; aquí, la formación de los pequeños granos de polvo hechos de rocas y hielo son posibles. Los granos, finalmente, pueden coagularse en-kilómetros de tamaño planetesimal. Si el disco es lo suficientemente masivo, las acumulaciones descontrolables comienzan, resultando en una rápida - de 100 000 a 300 000 años - formación de la Luna hasta embriones planetarios del tamaño de Marte. Cerca de la estrella, los embriones planetarios pasan por una etapa de fusiones violentas, produciendo unos pocos planetas terrestres. La última etapa dura aproximadamente de 100 millones hasta mil millones (un millardo) de años.
La formación de un planeta gigante es un proceso más complicado. Se cree que ocurre más allá de la conocida línea de congelación, en donde los embriones planetarios principalmente están hechos de diferentes tipos de hielo. Como resultado, son varias veces más masivos que en la parte interior del disco protoplanetario. Lo que sigue después de la formación del embrión no está completamente claro. Algunos embriones parecen seguir creciendo y finalmente alcanzan entre 5 y 10 masas de la Tierra - el valor del umbral de la Tierra, el cual es necesario para comenzar la acumulación de los gases hidrógeno - helio desde el disco. La acumulación de gas en el núcleo es inicialmente un proceso lento, que se prolonga durante varios millones de años, pero después de la formación de protoplaneta alcanza cerca de 30 masas terrestres se acelera y avanza de manera descontrolada. Júpiter - y Saturno - se cree que son planetas que acumularon la mayor parte de su masa durante solo 10 000 años. La acumulación se detiene cuando se agota el gas. Los planetas formados pueden migrar largas distancias durante o después de su formación. Gigantes de hielo, como Urano y Neptuno se cree que son núcleos fallidos, que se formaron demasiado tarde cuando el disco casi había desaparecido.

## Historia
Hay evidencia de que la hipótesis nebular fue propuesta por primera vez en 1734 por Emanuel Swedenborg.
Immanuel Kant, que estaba familiarizado con el trabajo de Swedenborg, desarrolló la teoría más adelante en 1755, cuando Kant publicó su "Historia Natural Universal y Teoría de los Cielos", en la que argumentaba que las nubes gaseosas, nebulosas, giran lentamente, colapsan gradualmente y se aplanan debido a la gravedad, formando finalmente estrellas y planetas.
Un modelo similar fue desarrollado independientemente y propuesto en 1796 por Pierre-Simon Laplace en su Exposición del sistema del mundo. Tuvo la visión de que el Sol tenía originalmente una atmósfera caliente extendida por todo el volumen del sistema solar. Su teoría contó con una contracción y refrigeración de la nube protosolar - la nebulosa protosolar. Como este enfrió y se contrajo, se aplanó y giró más rápido, arrojando (o desprendiendo) una serie de anillos gaseosos de material; y de acuerdo con él, los planetas se condensaron a partir de este material. Su modelo era similar al de Kant, excepto que era más detallado y en una menor escala. Mientras que el modelo nebular de Laplace dominó en el siglo XIX, se encontraron con una serie de dificultades. El problema principal era la distribución del momento angular entre el Sol y los planetas. Los planetas tienen el 99 % del momento angular, y este hecho no puede ser explicado por el modelo nebular. Como resultado, esta teoría de la formación de planetas fue abandonada en gran medida al comienzo del siglo XX.
La caída del modelo de Laplace estimuló a los científicos a encontrar un reemplazo para este. Durante el siglo XX se propuesieron muchas teorías como la 'teoría de planetesimal' 'de Thomas Chamberlin y Forest Moulton (1901), el 'modelo de la marea' de Jeans (1917), el modelo de acreción  de Otto Schmidt (1944), la teoría del protoplaneta de William McCrea (1960) y, finalmente, la teoría de la captura de Michael Woolfson. En 1978, Andrew Prentice resucitó las ideas laplacianas iniciales sobre la formación de planetas y desarrolló la "teoría de Laplace moderna". Ninguno de estos intentos fueron completamente exitosas y muchas de las teorías propuestas eran rechazadas.
El nacimiento de la teoría moderna ampliamente aceptada de la formación planetaria - el modelo de disco nebular solar (SNDM por sus siglas en inglés): se puede remontar al astrónomo soviético Víctor Safronov. Su libro 'Evolución de la nube protoplanetaria y la formación de la Tierra y los planetas', traducida al inglés en 1972, tuvo un efecto duradero en la manera como los científicos pensaban acerca de la formación de los planetas. En este libro casi todos los principales problemas del proceso de formación planetaria fueron formulados y algunos de ellos resueltos. Las ideas de Safronov se desarrollaron aún más en las obras de George Wetherill, quien descubrió la "acreción descontrolada". Mientras que originalmente se aplicaba solo a nuestro sistema solar, la SNDM se pensó posteriormente por los teóricos para estar considerada como un trabajo para todo el universo; hasta el 29 de septiembre de 2014, 1822 planetas extrasolares se han descubierto en nuestra galaxia.

## Modelo nebular solar: logros y problemas

### Logros
El proceso de formación de estrellas resulta en la aparición de un disco de acreción alrededor de los objetos estelares jóvenes. A la edad de aproximadamente 1 millón de años, el 100 % de las estrellas pueden tener tales discos. Esta conclusión es apoyada por el descubrimiento de los discos de gas y polvo alrededor de las protoestrellas y de las estrellas T Tauri, así como por las consideraciones teóricas. Las observaciones de estos discos muestran que los granos de polvo dentro de ellos crecen en tamaño en escalas de tiempo cortas (miles de años), produciendo partículas de tamaño de un centímetro.
El proceso de acreción, por el cual planetesimales de 1 kilómetro crecen hasta un tamaño de cuerpo de 1000 kilómetros, se entiende bien ahora. Este proceso se desarrolla dentro de cualquier disco en donde el número de densidad planetesimal es suficientemente alta, y procede de una manera descontrolada. El crecimiento tardío retraza y continúa como acreción oligárquica. El resultado final es la formación de embriones planetarios de diferentes tamaños, que dependen de la distancia con la estrella. Varias simulaciones han demostrado que la fusión de embriones en la parte interior del disco protoplanetario conduce a la formación de unos pocos cuerpos del tamaño de la Tierra. Así, el origen de los planetas terrestres se considera ahora como un problema casi resuelto.

### Problemas y críticas
La física de los discos de acreción se encuentra con algunos problemas. El más importante es cómo el material, el cual está acrecentado por la protoestrella, pierde su momento angular. Una posible explicación sugerida por Hannes Alfvén fue que el momento angular se perdió por el viento solar durante su fase T Tauri. El momento es, probablemente, transportado a las partes exteriores del disco, pero el mecanismo exacto de este transporte no se entiende bien. Otro proceso posible para perder el momento angular es el frenado magnético, donde la rotación de la estrella es transferido al disco que lo rodea a través del campo magnético de la estrella. El proceso o procesos responsables de la desaparición de los discos también son poco conocidos.
La formación de planetesimales es el mayor problema sin resolver en el modelo de disco nebular. Cómo es que partículas de 1 cm de tamaño se unen en un planetesimal de 1 km, es un misterio. Este mecanismo parece ser la clave de la cuestión de por qué algunas estrellas tienen planetas, mientras que otros no tienen nada a su alrededor, ni siquiera cinturones de polvo.
La formación de un planeta gigante es otro problema sin resolver. Las teorías actuales son incapaces de explicar cómo sus núcleos se pueden formar suficientemente rápido para acumular cantidades significativas de gas desde los discos protoplanetarios que están desapareciendo rápidamente. El tiempo de vida medio de los discos, que son menos de diez millones de años, parece ser más corto que el tiempo necesario para la formación del núcleo.
Otro problema de la formación de planetas gigantes es su migración. Algunos cálculos muestran que la interacción con el disco puede causar una rápida migración hacia el interior, que, si no se detiene, los resultados que el planeta alcance las "regiones centrales que todavía están como un objeto sub-Joviano."
Una crítica importante se produjo en el siglo XIX por James Clerk Maxwell, quien sostuvo que  la rotación diferente entre las partes interior y exterior de un anillo no podía permitir la condensación del material. También fue rechazada por el astrónomo Sir David Brewster, que declaró que "los que creen en la Teoría Nebular" la consideran como una certeza de que nuestra Tierra derivó su materia sólida y su atmósfera de un anillo liberado de la atmósfera solar, que luego se contrajo en una esfera terráquea sólida, de la cual, la Luna fue formada por el mismo proceso ". Sostuvo que bajo tal punto de vista, "la Luna debe necesariamente haber llevado el agua y el aire de las partes acuosas y aéreas de la Tierra y debe tener una atmósfera." Brewster afirmó que las creencias religiosas de Sir Isaac Newton habían considerado previamente las ideas nebulosas como tendiendo al ateísmo, y lo citó diciendo que "el crecimiento de los nuevos sistemas aparte los antiguos, sin la mediación de un poder divino, parecía aparentemente absurdo ".

## La formación de estrellas y discos protoplanetarios

### Protoestrellas

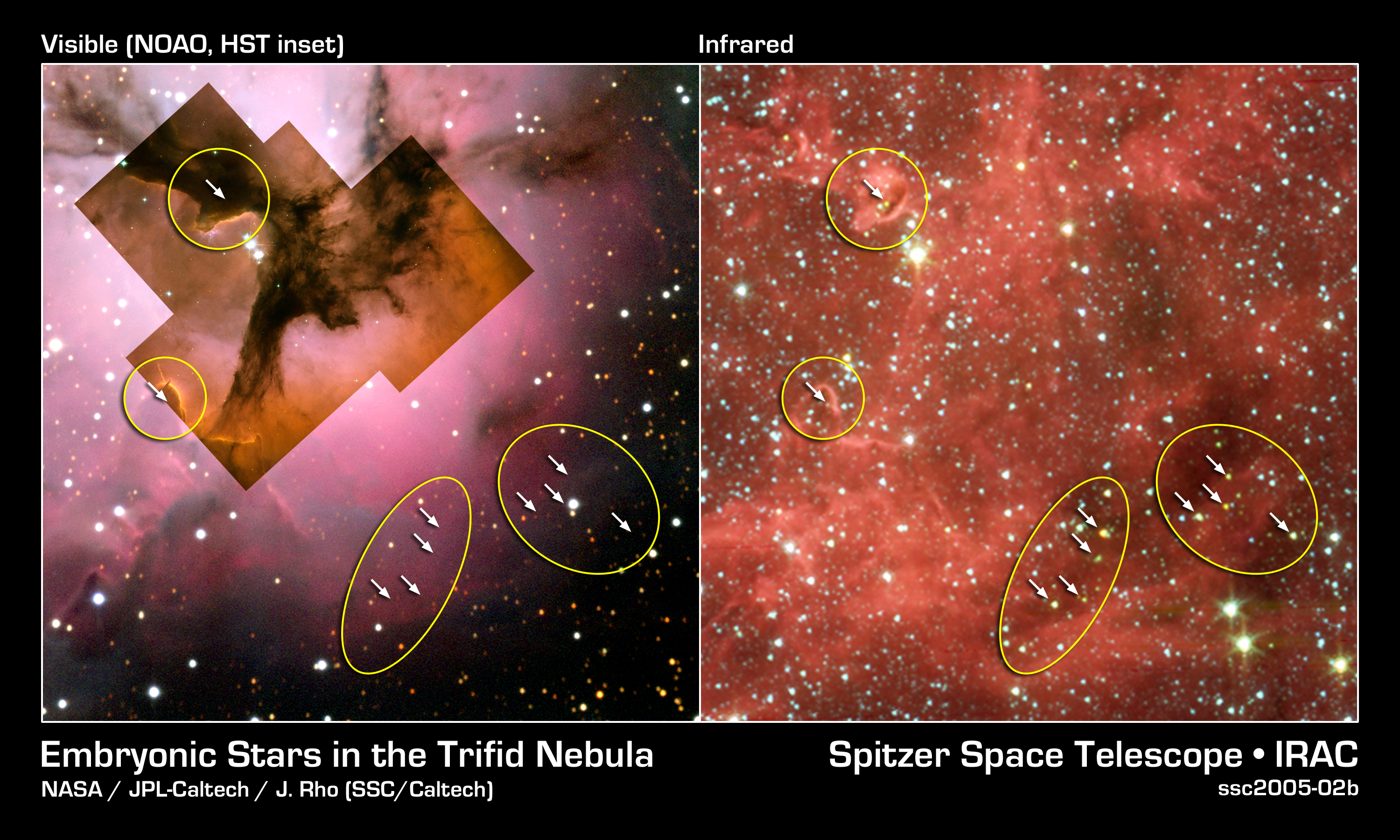
La luz visible (izquierda) e infrarroja (derecha) puntos de vista de la nebulosa Trífida, una gigantesca nube de formación estelar de gas y polvo situada a 5400 años-luz de distancia en la constelación de Sagitario

Las estrellas se cree que se forman en el interior de las gigantescas nubes de hidrógeno molecular frío - la nube molecular gigante es aproximadamente 300 000 veces la masa del Sol y 20 parsecs de diámetro. Durante millones de años, las nubes moleculares gigantes son propensas al colapso y a la fragmentación. Estos fragmentos forman entonces pequeños núcleos densos, que a su vez colapsan en estrellas. Los núcleos varían en masa desde una fracción de varias veces la del Sol y se denominan nebulosas proto-estelares (protosolares). Estos poseen diámetros de 0.01 a 0.1 pc (2000-20 000 UA) y un número de densidad de partículas de aproximadamente 10 000 a 100 000 cm−3.
El colapso inicial de una nebulosa proto-estelar-solar masiva toma alrededor de 100 000 años. Cada nebulosa comienza con una cierta cantidad de momento angular. El gas en la parte central de la nebulosa, con relativamente bajos momentos angulares, se somete rápidamente a compresión y forma un núcleo hidrostático caliente (no contratante) que contiene una pequeña fracción de la masa de la nebulosa inicial. Este núcleo formará la semilla de lo que será una estrella. A medida que el colapso continúa, la conservación del momento angular significa que la rotación de la envoltura que cae se acelera, impidiendo en gran medida que el gas directamente se acrecione sobre el núcleo central. El gas es forzado a difundirse en lugar de ir hacia el exterior cerca de su plano ecuatorial, formando un disco, que a su vez acrecione sobre el núcleo. El núcleo crece poco a poco en la masa hasta que se convierte en una joven protoestrella caliente. En esta etapa, la protoestrella y su disco están fuertemente oscurecidas por la envoltura que cae y no son directamente observables. De hecho la opacidad envolvente restante es tan alta que incluso la radiación de ondas milimétricas tiene problemas para escapar de su interior. Estos objetos se observan como condensaciones muy brillantes, que emiten principalmente ondas milimétricas y onda submilimétricas de radiación. Se clasifican como espectros de protoestrellas clase 0. El colapso es acompañado a menudo por los flujos bipolares - jets - que emanan a lo largo de la rotación al eje del disco inferido. Los chorros se observan con frecuencia en regiones de formación estelar (ver Herbig-Haro (HH) objetos). La luminosidad de las protoestrellas de clase 0 es alta - una masa de protoestrella solar puede radiar a más de 100 luminosidades solares. La fuente de esta energía es el colapso gravitacional, ya que sus núcleos no son todavía lo suficientemente calientes para comenzar la fusión nuclear.

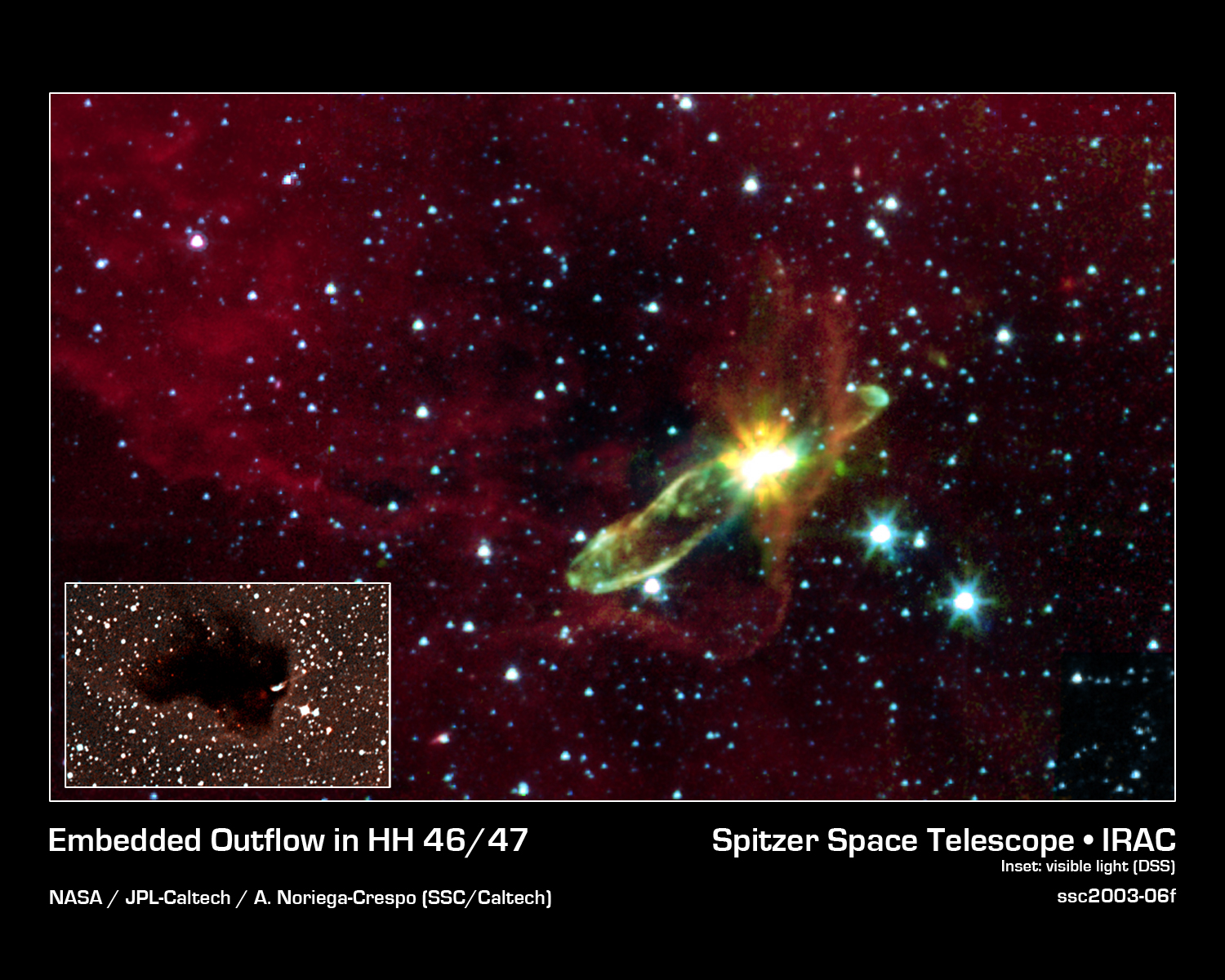
Imagen infrarroja del chorro molecular de una estrella recién nacida oculta lo contrario

A medida que continúa la conversión del material en el disco, la envoltura finalmente se vuelve delgada y finalmente se convierte en transparente y el objeto estelar joven (YSO) se convierte en observable, inicialmente en luz de infrarrojo lejano y más tarde en el visible. Alrededor de este tiempo, la protoestrella empieza a fusionar deuterio. Si la protoestrella es suficientemente masiva (por encima de 80 masas de Júpiter), la fusión del hidrógeno sigue. De lo contrario, si su masa es demasiado baja, el objeto se convierte en una enana marrón. Este nacimiento de una nueva estrella se produce aproximadamente 100 000 años después de comenzar el colapso. Objetos en esta etapa se conocen como protoestrellas de Clase I, que también son llamados jóvenes estrella T Tauri, evolucionaron protoestrellas, u objetos estelares jóvenes. Por este tiempo la formación de la estrella ya ha acrecido la mayor parte de su masa: la masa total del disco y el sobrante restante no exceden del 10-20 % de la masa central de YSO.
En la siguiente etapa el sobrante desaparece por completo, después de haber sido reunido por el disco, y la protoestrella se convierte en una estrella T Tauri clásica. Esto sucede después de aproximadamente 1 millón de años. La masa del disco alrededor de una estrella T Tauri clásica es alrededor de 1-3 % de la masa estelar, y se acreciona a un ritmo de 10 -710-9 masas solares por año. Un par de chorros bipolares suele estar presente también. La acreción explica todas las propiedades peculiares de clásicas estrellas T Tauri: fuerte flujo en la línea de emisiones (hasta el 100 % de la intrínseca luminosidad de la estrella), actividad magnética , fotométrica variabilidad y jets. Las líneas de emisión de hecho se forman cuando el gas acretado golpea la "superficie" de la estrella, lo que sucede en torno a sus polos magnéticos. Los chorros son subproductos de acreción: llevan lejos momento angular excesivo. La etapa T Tauri clásica dura 10 millones de años. El disco finalmente desaparece debido a la acumulación en la estrella central, la formación de planetas, la expulsión por aviones y fotoevaporación por la radiación ultravioleta de la estrella central y las estrellas cercanas. Como resultado, la joven estrella se convierte en una débilmente forrada estrella T Tauri, que poco a poco, a lo largo de cientos de millones de años, se convierte en una estrella similar al Sol ordinaria.

### Discos protoplanetarios

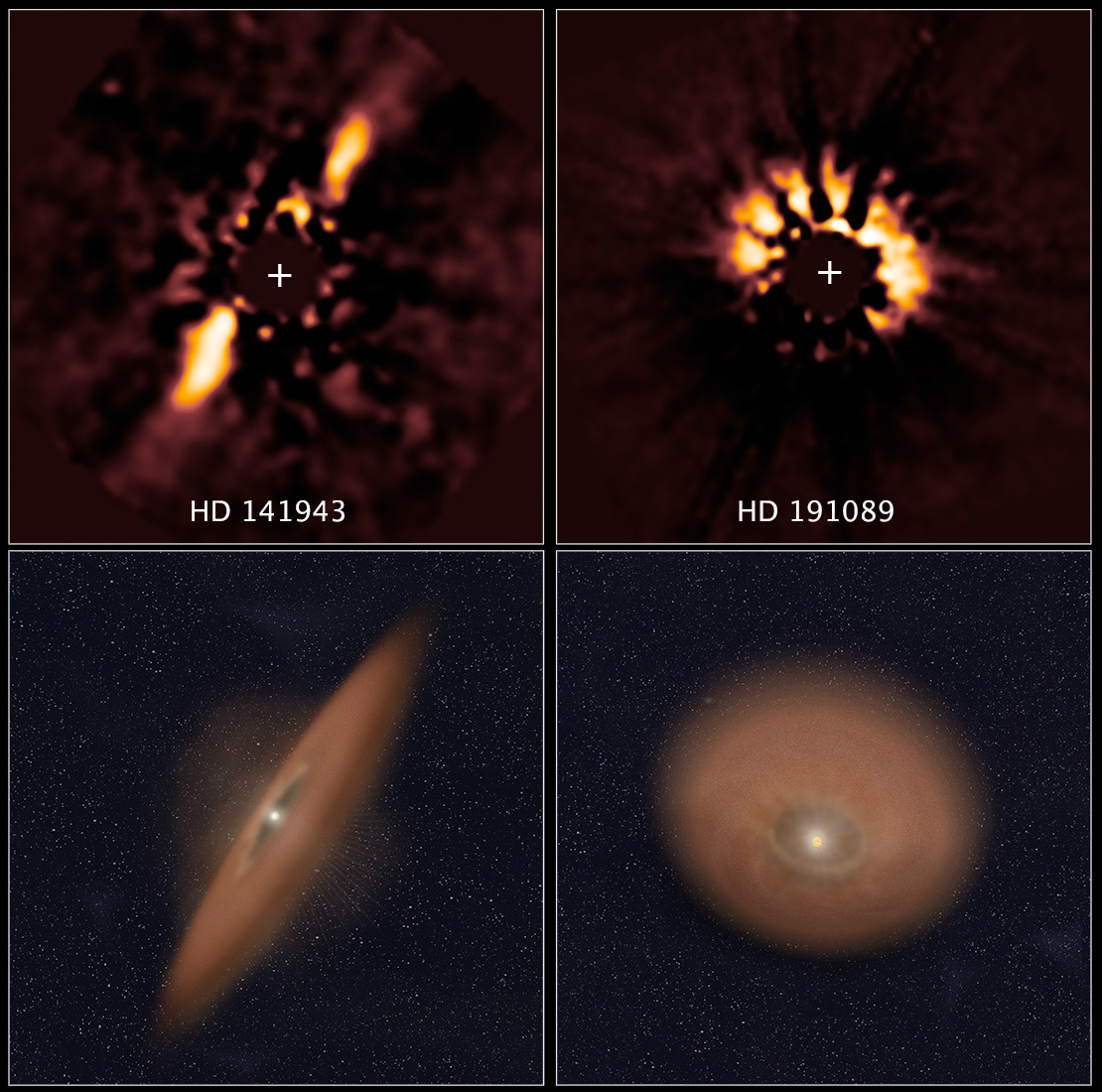
Discos de escombros detectados en HST imágenes de archivo de estrellas, HD 141943 y HD 191089 jóvenes, utilizando procesos mejorados de imagen (24 de abril de 2014).

Bajo ciertas circunstancias, el disco, que ahora puede ser llamado protoplanetario, puede dar a luz a un sistema planetario. Los discos protoplanetarios se han observado en torno a una fracción muy elevada de estrellas en cúmulos jóvenes estrellas. Ellos existen desde el comienzo de la formación de una estrella, pero en las primeras etapas no son observables debido a la opacidad de la envoltura circundante. El disco de una Clase 0 protoestrella se piensa que es masivo y caliente. Se trata de un disco de acreción, que alimenta la protoestrella central. La temperatura puede superar fácilmente los 400 K dentro de 5 UA y 1000 K dentro de 1 UA. El calentamiento del disco es causada principalmente por la viscosa disipación de turbulencia en ella y por el infall del gas de la nebulosa. La alta temperatura en el disco interior la mayoría de los materiales volátiles como agua, orgánicos, y algunos rocas se evaporan, dejando solo la mayoría de los elementos refractarios como hierro. El hielo puede sobrevivir solo en la parte exterior del disco.
Klahr, H.H.; Bodenheimer, P. (2003). «Turbulence in accretion disks: vorticity generation and angular momentum transport via the global baroclinic instability». The Astrophysical Journal 582 (2): 869-892. Bibcode:2003ApJ...582..869K. arXiv:astro-ph/0211629. doi:10.1086/344743.</ref> El resultado de este proceso es el crecimiento tanto de la protoestrella y del disco radio, lo que puede llegar a 1000 UA si el momento angular inicial de la nebulosa es lo suficientemente grande. discos grandes son rutinariamente observado en muchas regiones de formación estelar, como la nebulosa de Orión.

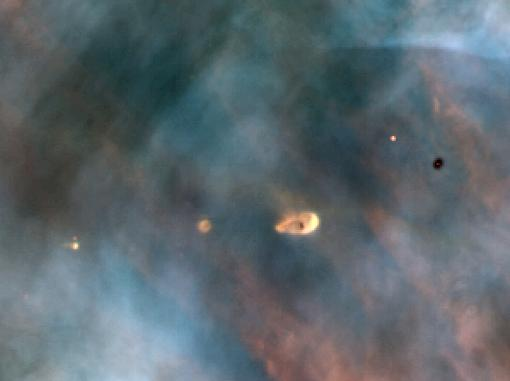
Un disco protoplanetario se forma en la nebulosa de Orión

La vida útil de los discos de acreción es de unos 10 millones de años. Por el momento la estrella alcanza el estadio T-Tauri clásica, el disco se vuelve más delgada y se enfría Los materiales menos volátiles comienzan a condensar cerca de su centro, formando 0,1-1 micras granos de polvo que contienen cristalinas silicatos. El transporte del material desde el disco exterior puede mezclar estos recién formado granos de polvo con elementos primordiales los primordiales, que contienen materia orgánica y otros volátiles. Esta mezcla se puede explicar algunas peculiaridades en la composición de los cuerpos del sistema solar, tales como la presencia de interestelares granos en las primitivos meteoritos e inclusiones refractarias en los cometas.

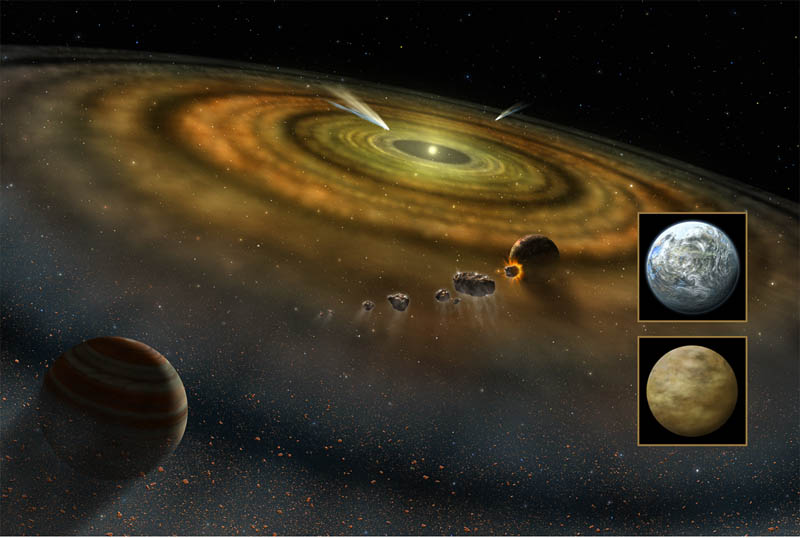
Varios formación planetaria procesos, incluyendo exocometas y otros planetesimales, alrededor de Beta Pictoris, un tipo muy joven AV estrellas (NASA concepción del artista).

Las partículas de polvo tienden a pegarse entre sí en el entorno de disco denso, lo que lleva a la formación de partículas más grandes de hasta varios centímetros de tamaño. Las firmas del procesamiento de polvo y coagulación se observan en los espectros infrarrojos de los discos jóvenes. Además agregación puede conducir a la formación de planetesimales de medición 1 kilómetros a través de o más grandes, que son los bloques de construcción de planetas. Formación Planetesimal es otro problema sin resolver de la física del disco, tan simple escollo vuelve ineficaz como las partículas de polvo crecen La hipótesis favorita es la formación por la inestabilidad gravitacional. Las partículas de varios centímetros de tamaño o más grandes se asientan lentamente cerca del plano medio del disco, formando una muy delgada-menos de 100 km-y densa capa. Esta capa es gravitacionalmente inestable y puede fragmentarse en numerosos grumos, que a su vez colapso en planetesimales.
Formación planetaria también puede ser desencadenada por la inestabilidad gravitacional dentro del propio disco, lo que conduce a su fragmentación en grupos. Algunos de ellos, si son lo suficientemente densa, se Contraer, que puede conducir a una rápida formación de gigantes de gases de planetas e incluso enana marrón s en la escala de tiempo de 1000 años. Sin embargo, solo es posible en discos más masivos masiva de 0,3 masas solares. En comparación masas de disco típicos son 0,01-0,03 masas solares. Debido a que los discos masivos son raros, se cree que este mecanismo de la formación de planetas a ser poco frecuentes. Por otro lado, este mecanismo puede jugar un papel importante en la formación de enanas marrones.

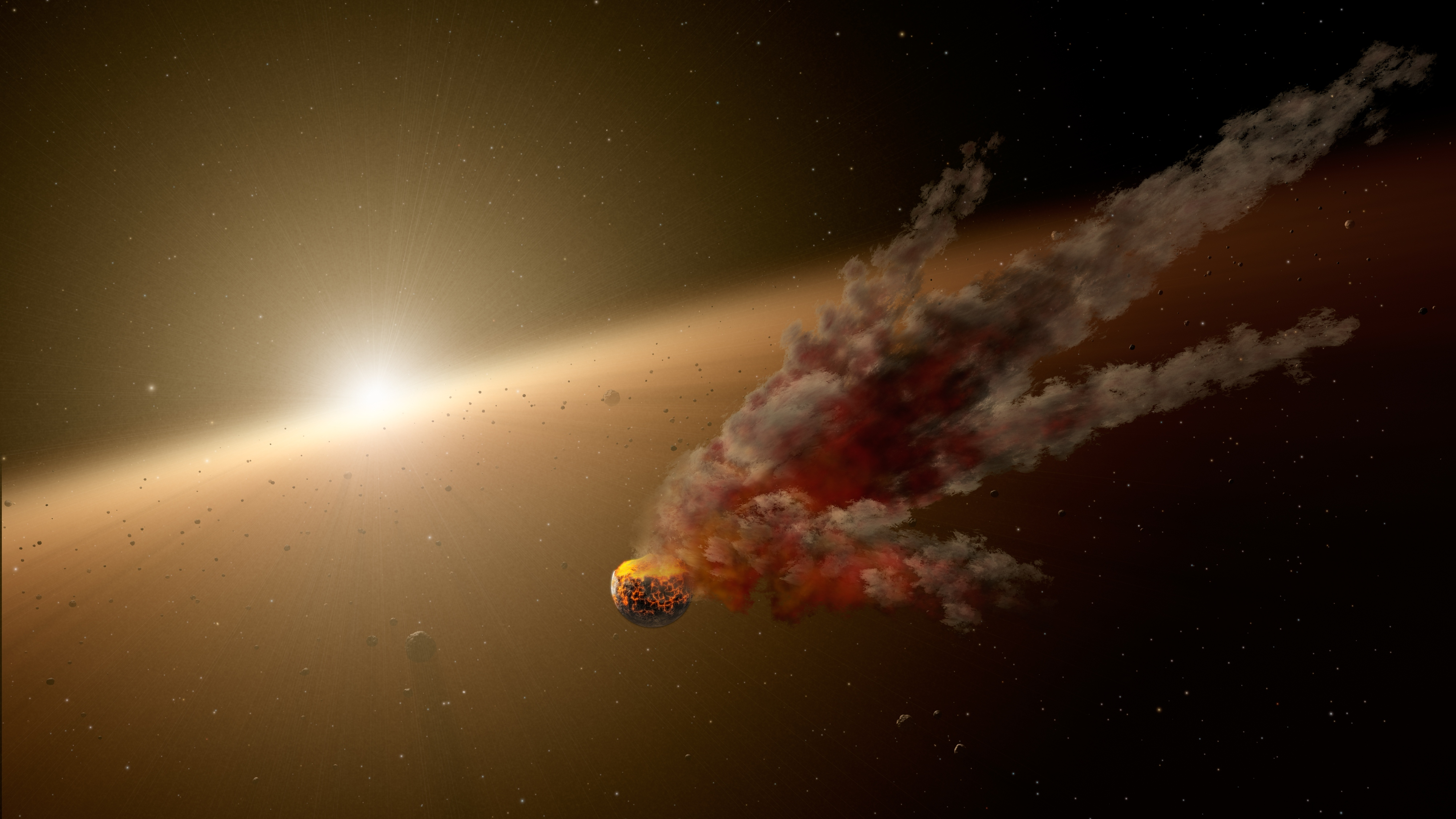
Colisión de un asteroide-planetas construcción (concepto) del artista.

La mejor disipación de los discos protoplanetarios se desencadena por un número de diferentes mecanismos. La parte interior del disco de acreción está bien por la estrella o expulsado por el chorros bipolares, mientras que la parte exterior se puede evaporar bajo una potente radiación UV de la estrella durante la etapa T Tauri o por estrellas cercanas. El gas en la parte central o bien se puede acreción o expulsado por los planetas en crecimiento, mientras que las pequeñas partículas de polvo son expulsados por el presión de radiación de la estrella central. ¿Cuál es finalmente la izquierda es o bien un sistema planetario, un disco remanente de polvo y sin planetas, o nada, si no lograron formar planetesimales.
Debido a que los planetesimales son tan numerosos, y se extendió por todo el disco protoplanetario, algunos sobreviven la formación de un sistema planetario. Asteroides se entienden s para quedar-en planetesimales, moler gradualmente unos a otros en pedazos cada vez más pequeños, mientras que cometas son típicamente planetesimales de las partes más alejadas de un sistema planetario. Los meteoritos son muestras de planetesimales que alcanzan una superficie planetaria, y proporcionan una gran cantidad de información sobre la formación de nuestro sistema solar. Meteoritos de tipo primitivo son trozos de planetesimales de baja masa destrozadas, donde no térmico diferenciación se llevó a cabo, mientras que los meteoritos de tipo procesado son trozos de destrozadas planetesimales masivas.

## Formación de los planetas

### Planetas
De acuerdo con el modelo de disco solar nebular, forma planeta rocoso s en la parte interior del disco protoplanetario, dentro de la línea de congelación, donde la temperatura es lo suficientemente alta como para evitar la condensación de hielo de agua y otras sustancias en granos. Esto se traduce en la coagulación de granos puramente rocosas y más tarde en la formación de planetesimales rocosos. Se considera que tales condiciones que existen en el interior 3.4 AU parte del disco de una estrella similar al Sol.
Después de pequeños planetesimales-cerca de 1 km de diámetro-se han formado por una manera u otra,  acreción desbocada  comienza. Se llama fuera de control debido a que la tasa de crecimiento de la masa es proporcional a R4~M03.04, donde R y M son el radio y la masa del cuerpo en crecimiento, respectivamente. Es obvio que el específico (dividida por la masa) el crecimiento se acelera a medida que aumenta la masa. Esto conduce al crecimiento preferencial de los cuerpos más grandes a expensas de las más pequeñas. La acreción desbocada dura entre 10 000 y 100 000 años, y termina cuando los cuerpos más grandes superan aproximadamente 1000 km de diámetro. La desaceleración de la acumulación es causada por perturbaciones gravitacionales de grandes cuerpos de los planetesimales restantes. Además, la influencia de los cuerpos más grandes se detiene el crecimiento de los cuerpos más pequeños.
La siguiente etapa es la llamada  acreción oligárquica . Se caracteriza por el predominio de varios cientos de los mayores cuerpos oligarcas, que siguen acreciente lentamente planetesimales. No cuerpo que no sean los oligarcas puede crecer en esta etapa la tasa de acreción es proporcional a R 2, que se deriva de la [sección [geométrico (geometría) |. cruz . -section]] de un oligarca <name = Thommes2003 / ref> La tasa de acreción específica es proporcional a M-1/3; y que disminuye con la masa del cuerpo. Esto permite que los oligarcas más pequeños a ponerse al día con los más grandes. Los oligarcas se mantienen a una distancia de aproximadamente 10·Hr (Hr = un(1-e)(M/3Ms)1/3 es la radiocolina, donde a es la semieje, e es el excentricidad orbital, yMs es la masa de la estrella central) entre sí por la influencia de los planetesimales restantes. Sus excentricidades orbitales y las inclinaciones permanecen pequeña. Los oligarcas continúan acrecentando hasta planetesimales se agotan en el disco alrededor de ellos. A veces oligarcas cercanos fusionar. La masa final de un oligarca depende de la distancia a partir de la densidad de la estrella y de la superficie de planetesimales y se llama la masa de aislamiento. Para los planetas rocosos que es de hasta 0,1 de la masa de la Tierra, o una masa de Marte el resultado final de la etapa oligárquica es la formación de alrededor de 100 Luna - a los embriones planetarios del tamaño de Marte espaciados uniformemente a aproximadamente 10·Hr. Ellos se cree que residen dentro de las lagunas en el disco y ser separados por anillos de planetesimales restantes. Esta etapa se cree que durará unos cien mil años.
La última etapa de la formación de planetas rocosos es la etapa de fusión . Comienza cuando sólo un pequeño número de planetesimales permanece y embriones convertirse en lo suficientemente masivas como para perturbar el uno al otro, lo que hace que sus órbitas se conviertan en caótica. Durante esta etapa los embriones restantes expulsan planetesimales, y chocan entre sí. El resultado de este proceso, que dura de 10 a 100 millones de años, es la formación de un número limitado de órganos tamaño de la Tierra. Las simulaciones muestran que el número de planetas que sobreviven es en promedio del 2 al 5. En el sistema solar que pueden ser representados por la Tierra y Venus. La formación de ambos planetas requiere fusión de aproximadamente 10 a 20 embriones, mientras que un número igual de ellos fueron arrojados fuera del Sistema Solar. Algunos de los embriones, que se originó en el cinturón de asteroides, se cree que han traído agua a la Tierra Marte y Mercurio.. puede considerarse como embriones que sobrevivieron a esa rivalidad restante Los planetas rocosos, que han logrado unirse, asentarse finalmente en órbitas más o menos estables, lo que explica por qué los sistemas planetarios son generalmente embalados hasta el límite; o, en otras palabras, ¿por qué ellos siempre parecen estar al borde de la inestabilidad.

### Planetas gigantes

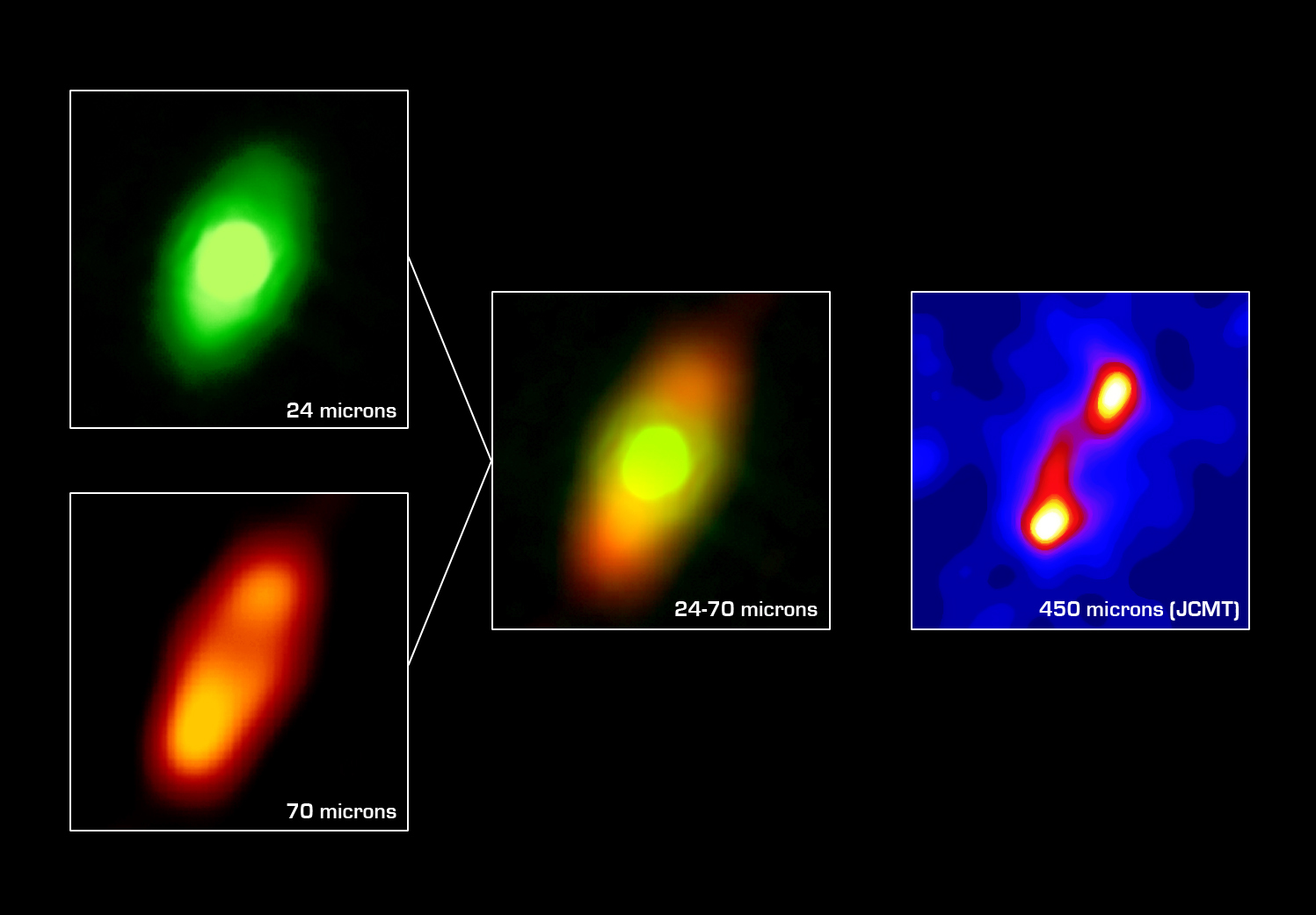
El disco de polvo alrededor de Fomalhaut - la estrella más brillante en la constelación de Piscis Austrinus. Asimetría del disco puede ser causada por un planeta gigante (o planetas) que orbita la estrella.

La formación de planeta gigante s es un problema pendiente en la ciencia planetaria s. En el marco del modelo nebular solar existen dos teorías para su formación. El primero de ellos es el "'modelo de inestabilidad del disco' ', donde los planetas gigantes se forman en los discos protoplanetarios masivos como consecuencia de su gravitacional. Fragmentación (véase más arriba) La segunda posibilidad es el "'modelo de acreción del núcleo' ', que también se conoce como el' 'modelo inestabilidad nucleada' '. el último escenario se piensa que es el más prometedor, ya que puede explicar la formación de los planetas gigantes en discos relativamente baja masa (menos de 0,1 masas solares). En este modelo de formación de planeta gigante se divide en dos etapas: a) la acumulación de un núcleo de aproximadamente 10 masas terrestres y b) acreción de gas desde el disco protoplanetario. Cualquier método también puede conducir a la creación de enanas marrones. Búsquedas a partir de 2011 han encontrado que la acreción del núcleo es probable que el mecanismo de formación dominante.
La formación del núcleo planeta gigante se piensa proceder más o menos en la línea de la formación de planetas terrestres. Se inicia con planetesimales que se someten a un crecimiento descontrolado, seguido de la etapa oligárquica más lento. Las hipótesis no predicen una etapa de fusión, debido a la baja probabilidad de colisiones entre embriones planetarios en la parte externa de los sistemas planetarios. Otra diferencia es la composición de la planetesimal s, que en el caso de los planetas gigantes se forman más allá de la Línea nevada y se componen principalmente de hielo del hielo para el rock relación es de aproximadamente 4 a 1 Esto mejora la masa de planetesimales cuádruple. Sin embargo, la nebulosa mínimo de masas capaz de formación de planetas terrestres solo puede formar 1-2 núcleos de masa tipo Tierra a la distancia de Júpiter (5 UA) dentro de los 10 millones de años. Esta última cifra representa el promedio de vida de . la migración protoplaneta, que permite que el embrión acreciente más planetesimales; discos gaseosos alrededor de estrellas similares al Sol las soluciones propuestas incluyen la masa del disco-un aumento de diez veces bastaría mejorados; y, finalmente, la mejora de acreción debido a un gas en los sobres gaseosos de los embriones. Alguna combinación de las ideas antes mencionadas puede explicar la formación de los núcleos de los planetas gigantes gaseosos como Júpiter y tal vez incluso Saturno. La formación de planetas como Urano y Neptuno es más problemático, ya que ninguna teoría ha sido capaz de proporcionar la formación de sus núcleos a una distancia de 20 a 30 UA de la estrella central. Una de las Hipótesis es Que Ellos inicialmente acretaron en la región de Júpiter-Saturno, luego fueron dispersados y emigraron un su Descripción de la ubicación actual.
Una vez que los núcleos son de suficiente masa (5-10 masas terrestres), comienzan a recoger el gas del disco que rodea. En un principio se trata de un proceso lento, el aumento de las masas básicas hasta 30 masas terrestres en un pocos millones de años. Después de eso, las tasas de acreción aumentan dramáticamente y el 90 % restante de la masa se acumula en aproximadamente 10 000 años. La acreción de gas se detiene cuando se agota. Esto sucede cuando se abre una brecha en el disco protoplanetario. En este modelo los gigantes de hielo-Urano y Neptuno-se fallaron núcleos que comenzaron la acreción de gas demasiado tarde, cuando casi todo el gas ya había desaparecido. La etapa post-runaway-gas de acreción se caracteriza por la migración de los planetas gigantes de nueva formación y continuó la acreción de gas lento. La migración es causada por la interacción del planeta se sienta en la brecha con el disco restante. Se detiene cuando el disco protoplanetario desaparece o cuando se alcanza el final del disco. El segundo caso corresponde a los llamados Júpiter calientes, que son propensos a haber dejado su migración cuando llegaron al agujero interior en el disco protoplanetario.

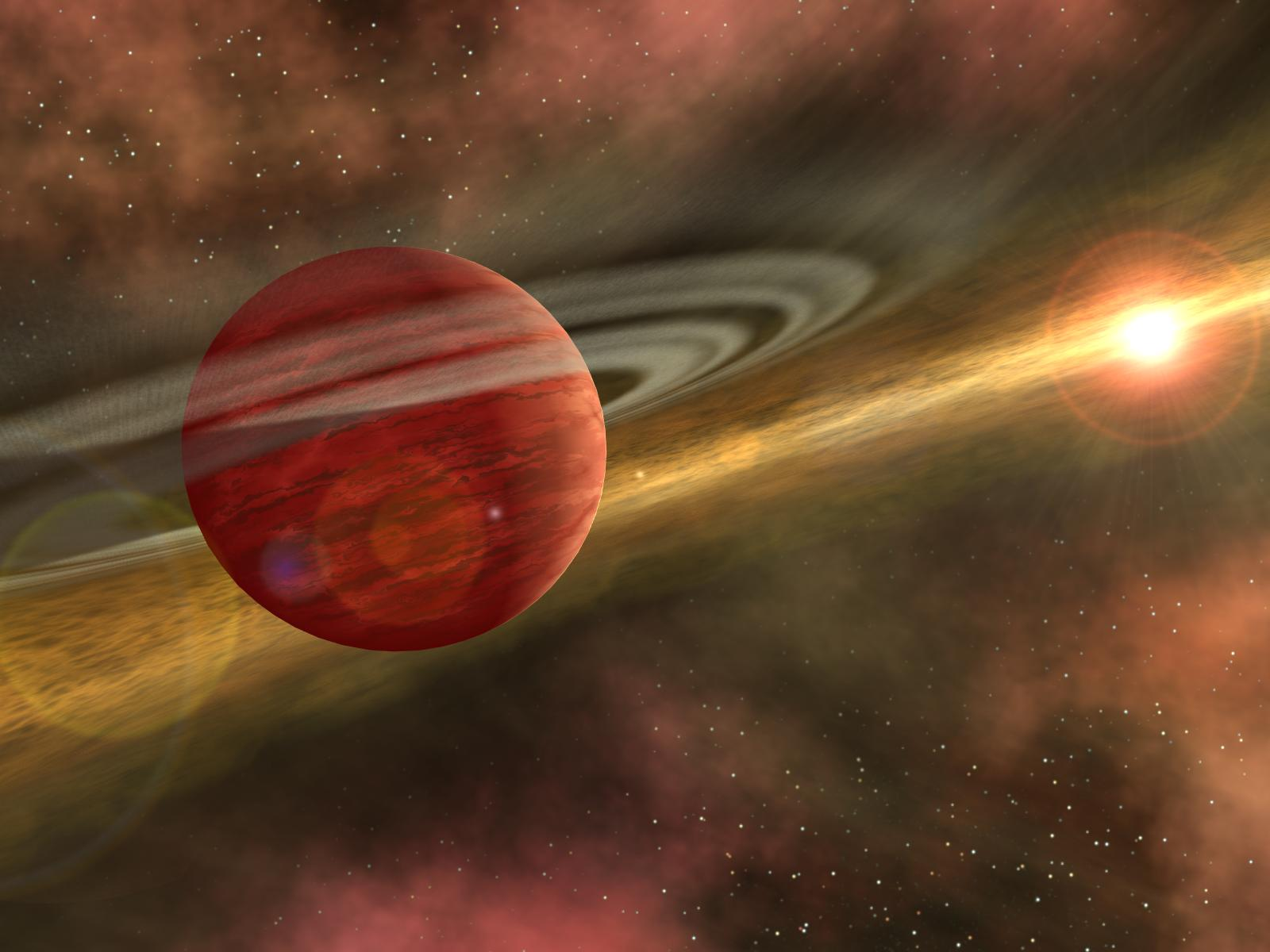
En la concepción de este artista, un planeta gira a través de un claro (gap) en polvo, disco de formación planetaria de una estrella cercana.

Planetas gigantes pueden influir significativamente en la formación planeta terrestre. La presencia de los gigantes tiende a aumentar excentricidades y inclinaciones de planetesimales y embriones de la región planeta terrestre (dentro de 4 UA en el sistema solar ). Si los planetas gigantes se forman demasiado pronto, pueden retrasar o prevenir la acumulación de planeta interior. Si forman cerca del final de la etapa oligárquica, como se cree que han ocurrido en el sistema solar, van a influir en las fusiones de embriones planetarios, haciéndolos más violenta. Como resultado, el número de planetas terrestres disminuirán y serán más masivas. Además, el tamaño del sistema se reducirá, porque los planetas terrestres se forman más cerca de la estrella central. La influencia de los planetas gigantes del sistema solar, en particular la de Júpiter, se cree que ha sido limitado debido a que son relativamente alejado de los planetas terrestres.
The region of a planetary system adjacent to the giant planets will be influenced in a different way. In such a region, eccentricities of embryos may become so large that the embryos pass close to a giant planet, which may cause them to be ejected from the system. Si se eliminan todos los embriones, entonces no hay planetas se forman en esta región. Una consecuencia adicional es que un gran número de pequeños planetesimales seguirá siendo, porque los planetas gigantes son incapaces de despejar todos hacia fuera sin la ayuda de embriones. La masa total de los planetesimales restantes será pequeño, porque la acción acumulativa de los embriones antes de su expulsión y planetas gigantes es todavía lo suficientemente fuerte como para eliminar el 99 % de los pequeños cuerpos. Tal región finalmente evolucionar hacia una cinturón de asteroides, que es un análogo total del cinturón de asteroides en el sistema solar, que se encuentra de 2 a 4 UA del Sol.

## Significado deacreción
El uso del término "disco de acreción" para el disco protoplanetario conduce a confusión sobre el proceso de acreción planetario. 
El disco protoplanetario a veces se denomina disco de acreción, porque mientras la joven protoestrella similar a T Tauri todavía se está contrayendo, es posible que aún caiga material gaseoso sobre él, acumulándose en su superficie desde el borde interno del disco. En un disco de acreción, hay un flujo neto de masa desde radios más grandes hacia radios más pequeños.
Sin embargo, ese significado no debe confundirse con el proceso de acreción que forma los planetas. En este contexto, la acreción se refiere al proceso de granos solidificados y enfriados de polvo y hielo que orbitan alrededor de la protoestrella en el disco protoplanetario, chocando y pegándose y creciendo gradualmente, hasta, e incluyendo, las colisiones de alta energía entre planetesimales considerables.
Además, los planetas gigantes probablemente tenían sus propios discos de acreción, en el primer significado de la palabra. Las nubes de gas de hidrógeno y helio capturadas se contrajeron, giraron, aplanaron y depositaron sobre la superficie de cada protoplaneta gigante, mientras que los cuerpos sólidos dentro de ese disco se acumularon en las lunas regulares del planeta gigante.